# 澄江生物群
澄江生物群是一个产自中国云南玉案山组（或称筇竹寺组玉案山段、黑林铺组玉案山段）帽天山页岩的海相生物群，生活在距今约5.20亿年前(520ma)的寒武纪第三期。化石赋存于黄绿色泥岩与薄到中等（1-20cm）的粉砂岩和砂岩互层中，截止到目前已经发现了隶属三个亚界超过20个门的生物，是寒武纪生命大爆发的重要见证者，为寒武纪生命大爆发研究提供了不可多得的重要证据。

## 研究历史

### 澄江生物群发表前
早在20世纪初，法国人满苏就在澄江地区进行过标本采集，并首次报道了节肢动物门的高肌虫化石。此后，澄江生物群包括帽天山剖面在内的多个剖面吸引了数批学者前来考察，并采集了丰富的高肌虫类化石。
在澄江生物群得到命名前，有数批地质学家和古生物学家已经发现了该生物群的软躯体化石，包括罗惠麟和蔡麟荪1965年在武定洒普山剖面发现的抱怪虫前附肢、王自廉和符史标1972年在马龙纳章采集的环饰蠕虫、江能人拍摄的环饰蠕虫等。

### 第一个十年（1984-1995）
1984年7月1日下午，侯先光在帽天山西坡采集标本时，发现了长尾周小姐虫的标本，并在之后的野外工作中发现了等刺虫、帽天山蠕虫、鳃虾等数类澄江生物群标志性分子的化石。他立即意识到了这一软躯体化石的价值，并在1985年4至6月、同年10至12月两次回到澄江采集标本，截止到1986年已经积攒上千块标本以供初步研究。1985年，张文堂和侯先光在《古生物学报》上发表《Naraoia在亚洲大陆的发现》，正式命名了澄江动物群。
1984年的澄江动物的发现引起学术界极大关注，随之启动大规模发掘。这10年里野外采集和室内研究如火如荼，大批硬体和软躯体构造化石被揭示。这一时期的研究，基本上以中国科学院南京地质古生物研究所研究人员占主导地位，舒德干团队和罗惠麟团队也有少部分贡献。在此期间，开拓虾、微网虫、抱怪虫等物种的完整标本得到了发现，对可能的脊索动物云南虫进行了初步的研究，并在南京1995年举办了“寒武纪大爆发”研讨会。

### 第二个十年（1995-2005）
随着1995年云南省政府对澄江地区剖面的保护，原来的大规模采集无法继续进行，澄江生物群的化石采集陷入了暂时的停滞。1997年后，罗惠麟、张兴亮、陈良忠等人报道了澄江生物群在昆明、武定、宜良、马龙等地的发现，澄江生物群的研究重心从澄江转向滇东新研究的数个剖面。
持续多年的化石采集，为澄江生物群研究的深入发展奠定了重要基础。这一时期对基础动物亚门、原口动物亚门的起源进行了研究，并出版了数篇专著。中国科学院南京地质古生物研究所、云南大学、西北大学和云南地质科学研究所等单位对这个阶段研究的贡献非常突出。
这一阶段更重要的进展是包括似半索动物、头索动物、尾索动物、古虫动物、脊索动物6大类群的早期后口动物化石大发现，这使得后口动物亚界的基本框架首次被构建起来。在这个阶段，对后口动物亚界各门类的发现，以西北大学团队的贡献最为显著，陈均远和侯先光等团队也做过一些补充和讨论。

### 第三个十年及以后（2005年之后）
2005年后，随着更加精美的化石的发现、新研究者的加入、新技术的应用，对澄江生物群的研究越发深入。一方面，随着标本的积累，一些澄江生物群常见门类的系统发育，物种的个体发育、个体差异（包括性二态）、精细身体结构、种间关系得到了深入的研究和阐释。另一方面，随着新技术（如显微ct）的应用，更多在化石中保存的信息得以被发现。除此之外，随着更多相近时期生物群的发现，与其他生物群的对比也加深了人们对寒武纪生命大爆发的理解。

## 生物生活及保存环境

### 古地理
澄江生物群在寒武纪早期地处南纬11-18度的热带、亚热带地区，所生活的海域包括被康滇岛陆（滇中古陆）和牛头山古岛夹持的昆明海湾和与黔桂古海相连的滇东浅海，海底地形受三条南北向近似平行的断裂（小江断裂带、普渡河断裂带、西昌-易门断裂带）控制，整体呈向东倾斜的斜坡状。
由于不同剖面间的水深、水动力条件不同，不同剖面的生物面貌存在一定的差异。如水深120-70米的帽天山剖面缺乏藻类（因其在透光带之下）；更浅的海口地区的剖面则有许多藻类和底栖生物发现；安宁地区则因为水动力较强多见固着生物。
2022年，基于晋宁地区钻探的岩芯的研究表明，澄江生物群是一个生活在受风暴流影响的三角洲环境中的生物群。这一结果解释了一些澄江生物群的独特现象，如棘皮动物在澄江生物群的匮乏、澄江生物群旱雨季盐度的波动、海绵在前三角洲亚相的原位保存等。

### 特异埋藏事件[4][2][7]

#### 成因
一方面，澄江生物群地处热带地区，风暴事件频发，为特异埋藏事件提供了动力来源；另一方面，澄江生物群位于河口三角洲，由于风暴事件期间产生的强风和降水导致上游河流洪水、下游波高升高和河口沉积物的再输送，进一步加剧了海底泥流的强度。寒武纪时期由于陆地植被缺乏，风暴事件中河流输送的泥沙相较于后世更多。特异埋藏事件平均每百年发生一次。

#### 发生
在埋藏事件发生时，泥流沿海底顺坡流动，由于海水的混入稀释为具有粘性的泥浆，海床附近的生物一旦陷入便难以逃脱，逐渐窒息而亡。快速的埋藏事件为化石的良好保存奠定了基础，除此之外，黏土对氧气的隔绝和对自融酶的吸附也功不可没。随着泥流事件的结束，当地原本的生物群落被一扫而空，残余的絮状基底也推迟了生物群落的恢复，有利于生物化石的保存。
在泥流事件发生时，原本生活在三角洲前缘的生物群落被挟带至前三角洲，与前三角洲的生物群落共同被埋藏。
由于造成特异埋藏事件的泥流规模普遍不大，大型或活动能力强的动物（如奇虾）可以更容易地逃脱，而生物幼体、活动能力弱的动物则更易被埋藏，这造成了埋藏偏见的存在。
泥流事件所产生的沉积物一般被称为“事件层”，而相对应的正常沉积物则被称为“背景层”。

#### 恢复
在泥流发生后，海底被品质较差的絮状底质覆盖并开始向较高质量的半硬性底质恢复，随着物种的不断迁入，生物群落也逐渐恢复。这一恢复过程是一个漫长而不易完成的过程，在帽天山页岩50万年间数千次生态恢复中，仅有不到20次最终恢复到这一状态。

### 埋藏学
随着风暴沉积物的逐渐固结成岩，岩层渐渐失水并减薄到原来的十分之一以下，生物体亦被垂直压缩保存。澄江生物群的生物体在被埋藏后未经历太多后期地质作用影响。在露头处，玉案山段沉积的泥岩呈浅黄色，但在较新鲜的钻孔材料中，泥岩呈灰色至深灰色。颜色从灰色变为黄色是最近风化的结果，风化作用也氧化了大部分有机碳和硫化铁。
澄江生物化石的主要保存方式有三种：①铝硅酸盐化: 大部分澄江生物在化石化过程的早期，体表外层都被铝硅酸盐粘土矿物交代。铝硅酸盐化的化石，其颜色及密度与围岩差别较小。②黄铁矿化：大部分澄江生物化石表面都普遍出现黄铁矿化。小型化石个体通常黄铁矿化程度较高，而较大型的化石通常仅局部发生黄铁矿化。黄铁矿化的部位并不能指示动物组织的软硬程度。黄铁矿化也出现在澄江生物化石化过程的早期，动物躯体在腐烂的同时，被海水中的铁离子及硫离子交代，并在成岩早期发生黄铁矿化，在后期风化后变成红褐色或棕褐色的三价铁的氧化物矿物。③碳质压膜：藻类、动物较封闭的器官（例如肠道、消化腺、胃、体管、眼、平衡囊等）通常形成紫灰-黑色的碳质压膜，可能为被封存的生物本身的有机碳残余。以上三种保存方式，可以同时存在于同一枚化石标本。铝硅酸盐粘土矿物交代作用可能发生于保存过程的最早期，是澄江化石最普遍的保存方式。

## 地区和剖面
以下列出部分产出该生物群的剖面：

##### 澄江地区：
洪家冲剖面
大坡头剖面
帽天山剖面
马鞍山剖面
干海子剖面（即为小滥田剖面）
风口哨剖面
恨虎山剖面

##### 海口地区：
耳材村剖面
尖山剖面
马房村剖面

##### 晋宁地区：
老高山剖面
二街剖面
梅树村剖面

##### 安宁地区：
山口村剖面
好义村剖面

##### 昆明地区：
筇竹寺剖面
棠梨坡剖面
小板桥剖面
大板桥剖面

##### 呈贡地区：
大渔村剖面
海晏剖面
下庄剖面（参见小石坝生物群）
云龙寺剖面

##### 武定地区：
洒普山剖面
狮山剖面

##### 宜良地区：
可保村剖面
草甸剖面
狗街剖面
龙兑剖面
下竹园剖面

##### 马龙地区：
纳章剖面
矿山剖面
六谷村剖面

##### 曲靖地区
大麦地剖面
德泽剖面

##### 寻甸地区
道院村剖面

##### 会泽地区：
小麦地剖面
驾车湾剖面

##### 东川地区：
新桥剖面

## 生物群落
作为一个显生宙早期的生物群，澄江生物群物种数量大，生物躯体构型悬殊度高、生物形态多样性丰富。澄江动物的生态群落可归纳为：底内栖固着型、底内栖活动型、底表栖固着型、底表栖活动型、游泳底栖型、浮游型六型。在澄江生物群，物种间高强度捕食压力不仅已经存在，而且还形成了由多层次营养级结构构成的金字塔式复杂食物网，具有现代意义上的海洋群落生态系统已经出现。